# 华亭路
华亭路是中華人民共和國上海市徐匯區一條南北走向道路，北起長樂路，南至淮海中路，全长732米，原址為農田和荒地。道路修築筑於1919年至1921年之间，最初名為麦阳路，路名來自於法国旅沪商人，此人最終在第一次世界大战中陣亡。1943年，麦阳路更名華亭路，路名來自華亭縣。1984年9月，徐汇区工商局在华亭路上開設華亭服裝市場，華亭路上佈滿服裝店，該路因此一度被稱為“中华第一服装街”。2000年11月1日起，华亭路服装店鋪全部搬迁，此後華亭路上的服裝市場不復存在。